# Смысл
Смысл — сущность феномена в широком контексте реальности, неисчерпанная совокупность (в отличие от значения, которое исчерпаемо) всех психических (сознательных) когнитивных процессов, связанных со словом.
Смыслы доминируют над значением. Смысл феномена оправдывает существование феномена, так как определяет его место в некоторой целостности, вводит отношения «часть—целое», делает его необходимым в качестве части этой целостности. Смыслом также называют мнимое или реальное предназначение каких-либо вещей, слов, понятий или действий, заложенное конкретной личностью или общностью. Противоположностью смысла является бессмысленность, то есть отсутствие конкретного предназначения. Под смыслом может подразумеваться, например, целеполагание, а также результат какого-либо действия. В других славянских языках «смысл» может означать ощущение (ср. чеш. Smysl).

## Общее понятие
Смысл — это понятие подразумеваемое и оно прямо зависит от знаний о предмете. Незнакомая вещь может показаться бессмысленной, если неизвестно, как ею пользоваться, то есть как можно извлечь из неё пользу. И, наоборот, по незнанию вещь может наделяться ложными полезными качествами и обладать, с этой точки зрения, значимым смыслом.
Ярким примером бессмысленных для одних и осмысленных для других вещей выступают суеверия, в особенности приметы: одни считают, что приметы помогают предсказывать будущее и потому видят в них большой смысл; другие же в них не верят и не видят никакого смысла. То же самое можно сказать о незнакомом языке: отдельные фразы на нём кажутся бессмысленными, в то время как естественные носители языка автоматически различают осмысленный или бессмысленный характер произнесённых слов и предложений.
Язык в этом плане уникален, так как он является осмысленным носителем мыслей, образов, информационных посылов. Для народа, использующего определённый язык, каждое слово имеет свой смысл, своё назначение. Осуществляется передача какой-либо информации, достигается понимание людьми друг друга. Они могут обмениваться полезными знаниями о разных явлениях, предметах и событиях. Если бы языка не было, то смысл многих событий, которые были засвидетельствованы лишь отдельными людьми, оставался бы скрыт от других людей. События не стали бы полезными, а в случае приближения опасности люди не узнали бы о ней заранее и не успели бы подготовиться. Потому-то слова, наделённые смыслом и сказанные в нужный момент, столь ценятся (даже простые восклицания, которые на первый взгляд кажутся бессмысленными, например, «Э-эх!», «Ага-а…», «Ур-р-ра!», «Угу» и так далее). В этом отношении, а именно в ходе изучения правил и норм складывания осмысленных фраз, язык является предметом изучения лингвистики.
Изучением смысла занимается также онтология, теория познания и методология науки. В частности, в онтологии тематизируются смысловые координаты бытия, возможности разграничения сферы действительного (допустим, в рамках социума, в системах приказов). В теории познания проблема смысла входит в состав проблематики природы и источников знания, а именно границ его осмысленности и бессмысленности. В рамках методологии выявляются прикладные характеристики какого-либо конкретного научного метода, в особенности нацеленность метода на обеспечение инновационных вариантов решения отдельных старых проблем, а также раскрытие целых классов новых проблемных ситуаций. В противном случае считают, что введение нового метода лишено смысла.
В методологии ключевая роль отводится семантическому анализу и проектированию смысловой нагрузки используемых конструкций языка — футуродизайна.

## Смысл и значение
Г. Фреге в своей статье «О смысле и значении» (1892) противопоставил смысл (нем. Sinn) и значение (нем. Bedeutung, денотат), хотя в немецком языке эти слова иногда использовались как синонимы. Если значение (денотат) — это сам обозначаемый предмет, то смысл — это информация о предмете (сигнификат или десигнат). Например, выражения «Вечерняя звезда» и «Утренняя звезда» имеют одно и то же значение, но отнюдь не одинаковый смысл. Вместе с тем, смысл не есть представление, поскольку несёт в себе не просто субъективный образ предмета, но некоторую общезначимую информацию. Фреге придерживался точки зрения математико-логического платонизма: считал, что смысл не принадлежит ни внутреннему миру человеческих представлений, ни внешнему миру предметов. Как объективную сущность (на манер эйдоса) он образует «третий мир» (нем. Drittes Reich — третье царство). При этом имеющие смысл выражения могут не иметь значения. Данное различение смысла (понятия), значения (предмета) и имени (слова) схематически выражается в виде треугольника Фреге или семантического треугольника.
В философии Гуссерля значение (нем. Bedeutung) мыслится как «лингвистически оформленный» смысл (нем. Sinn), который сам по себе есть интенция (ноэма). Гуссерль сближает смысл и значение, но противопоставляет их референту. Витгенштейн первым указал на определяющую роль контекста в выявлении смысла.

## Смысл и ценность
Помимо семантических определений смысла, существуют и прагматические, которые оценивают это явление с позиции человека как субъекта деятельности. В этом случае смысл становится ценностью, значимостью или характеристикой полезности предмета для пользователя. Смысл обретается в контексте жизненной ситуации, потребностей, самосохранения и проективной деятельности. Смысл содержит компонент как знания о предмете, так и отношения к нему. В выражении «какой в этом смысл?» смысл отождествляется с пользой.

## Смысл и насилие
Немецкий психолог Харальд Вельцер считает, что все аспекты массовых убийств, динамики насилия и готовности убивать следуют из категории смысла. Вельцер отмечает, что случаи крайнего насилия, которое может казаться абсолютно бессмысленным, показывают, что отдельные действующие лица постоянно — до, во время и после совершения своих действий — стараются придать им смысл. При этом понимание того, что есть действие осмысленное, а что — бессмысленное, формируются социально в виде социальных норм.